# Anne Frank: The Whole Story
Anne Frank: The Whole Story (bra: Anne Frank - Uma Biografia) é uma telefilme tcheco -estadunidense de 2001, do gênero drama biográfico e de guerra, dirigido por Robert Dornhelm.
O roteiro, de Melissa Müller e Kirk Ellis, conta a vida da jovem Anne Frank, baseado em seu diário e em relatos de seu pai, Otto Frank — único dos moradores do anexo secreto (nome dado por Anne Frank ao esconderijo no escritório de seu pai) a sobreviver ao campo de concentração.
O filme foi exibido em formato de minissérie, em duas partes.